# Боксберг (Гарц)
Боксберг (нем. Bocksberg) — гора в Нижней Саксонии, Германия. Гора расположена к юго-востоку от города Гослар. Высота — 726 м.
Здесь начинается бобслейная трасса длиной 1 350 м, заложенная в 1928 году закрытая по техническим и финансовым причинам в 1970 году. Хотя эта гора лежала в британской зоне после Второй мировой войны, армия США использовала релейную станцию здесь для передачи радиотрафика между Франкфуртом и Берлином. Его красные и белые передающие мачты используются сегодня для мобильной телефонной связи. Эти сооружения выше окружающих деревьев и видны издалека.
На вершине есть ресторан и деревянная башня, которая была построена в 1976 году.

## Канатная дорога
Длина дороги составляет 1 100 м. Построена в 1970 с небольшими кабинами.
После падения пустой гондолы в июле 2006 года лифт был выведен из эксплуатации в течение нескольких месяцев, так как саботаж или подделка были рассмотрена в качестве возможных причин. В конце 2006 года была вновь открыт.
Зимой используется лыжниками. Летом горные велосипеды могут перевозиться на вершину в специальных корзинах. С вершины ведут несколько трасс и горных маршрутов обратно в деревню.